# Pac-12 Conference
A Pac-12 Conference (anteriormente chamada de Pacific-12 Conference), em português Conferência do Pacífico-12, é uma conferência da I Divisão da NCAA. Fundada em 15 de dezembro de 1915 em Portland, Oregon, inicialmente era conhecida como a Pacific Coast Conference (PCC).
A conferência começou a operar em 1916 e foi rebatizada oficialmente Pacific-8 em 1968 e Pacific-10 em 1978 (devido à entrada da Universidade do Arizona e da Universidade Estadual do Arizona). Na temporada 2011-12, duas universidades foram adicionadas, Universidade de Utah e Universidade do Colorado, fazendo com que a conferência mudasse de nome mais uma vez, para Pac-12.
Esportes praticados nesta conferência são: beisebol, basquete, futebol americano, hóquei, golfe, lacrosse, remo, natação, atletismo, vôlei e wrestling.

## Membros

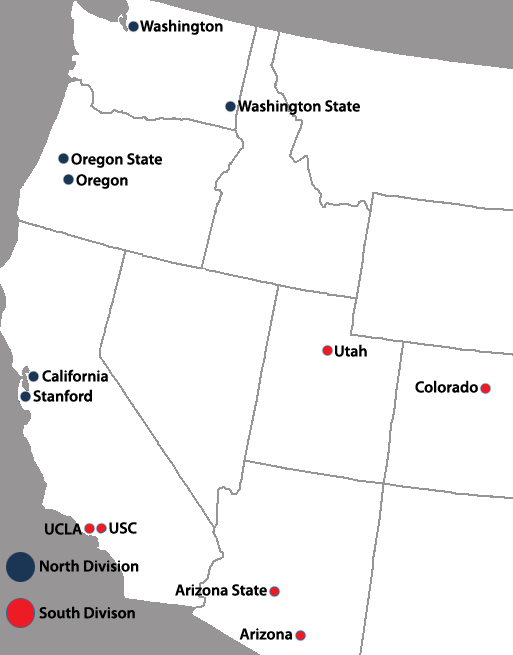
Localização dos membros da PAC-12.

### Membros Atuais
| Instituição                                      | Localização             | Fundação | Tipo    | Equipe       |
| ------------------------------------------------ | ----------------------- | -------- | ------- | ------------ |
| Universidade do Arizona                          | Tucson, Arizona         | 1885     | Pública | Wildcats     |
| Universidade Estadual do Arizona                 | Tempe, Arizona          | 1885     | Pública | Sun Devils   |
| Universidade da Califórnia em Berkeley           | Berkeley, Califórnia    | 1868     | Pública | Golden Bears |
| Universidade do Colorado em Boulder              | Boulder, Colorado       | 1876     | Pública | Buffaloes    |
| Universidade de Oregon                           | Eugene, Oregon          | 1876     | Pública | Ducks        |
| Universidade Estadual do Oregon                  | Corvallis, Oregon       | 1868     | Pública | Beavers      |
| Universidade Stanford                            | Stanford, Califórnia    | 1891     | Privada | Cardinal     |
| Universidade da Califórnia em Los Angeles (UCLA) | Los Angeles, Califórnia | 1919     | Pública | Bruins       |
| Universidade do Sul da Califórnia (USC)          | Los Angeles, Califórnia | 1880     | Privada | Trojans      |
| Universidade de Utah                             | Salt Lake City, Utah    | 1850     | Pública | Utes         |
| Universidade de Washington                       | Seattle, Washington     | 1861     | Pública | Huskies      |
| Universidade Estadual de Washington              | Pullman, Washington     | 1890     | Pública | Cougars      |

### Membros Associados
| Instituição                                        | Localização                 | Equipe      | Tipo    | Esporte           | Conferência Primária                                               |
| -------------------------------------------------- | --------------------------- | ----------- | ------- | ----------------- | ------------------------------------------------------------------ |
| Universidade Politécnica Estadual da Califórnia    | San Luis Obispo, Califórnia | Mustangs    | Pública | Luta              | Big West Conference                                                |
| Universidade Estadual da Califórnia em Bakersfield | Bakersfield, Califórnia     | Roadrunners | Pública | Luta              | Big West Conference                                                |
| Universidade do Arkansas em Little Rock            | Little Rock, Arkansas       | Trojans     | Pública | Luta              | Sun Belt Conference (Ohio Valley Conference de 1 de julho de 2022) |
| Universidade Estadual de San Diego                 | San Diego, Califórnia       | Aztecs      | Pública | Futebol masculino | Mountain West Conference                                           |

### Antigos Membros
Nenhuma instituição deixou a Pac-12 desde a sua criação oficial em 1959. Porém 2 antigos membros da PCC (Pacific Coast Conference), antecessora da atual Pac-12 não foram convidados para fazer parte da Pac-12.
| Instituição             | Localização       | Equipe    | Tipo    | Ano de filiação | Ano de saída | Conferência atual |
| ----------------------- | ----------------- | --------- | ------- | --------------- | ------------ | ----------------- |
| Universidade de Idaho   | Moscow, Idaho     | Vandals   | Pública | 1922            | 1959         | Big Sky           |
| Universidade de Montana | Missoula, Montana | Grizzlies | Pública | 1924            | 1950         | Big Sky           |

## Futebol americano

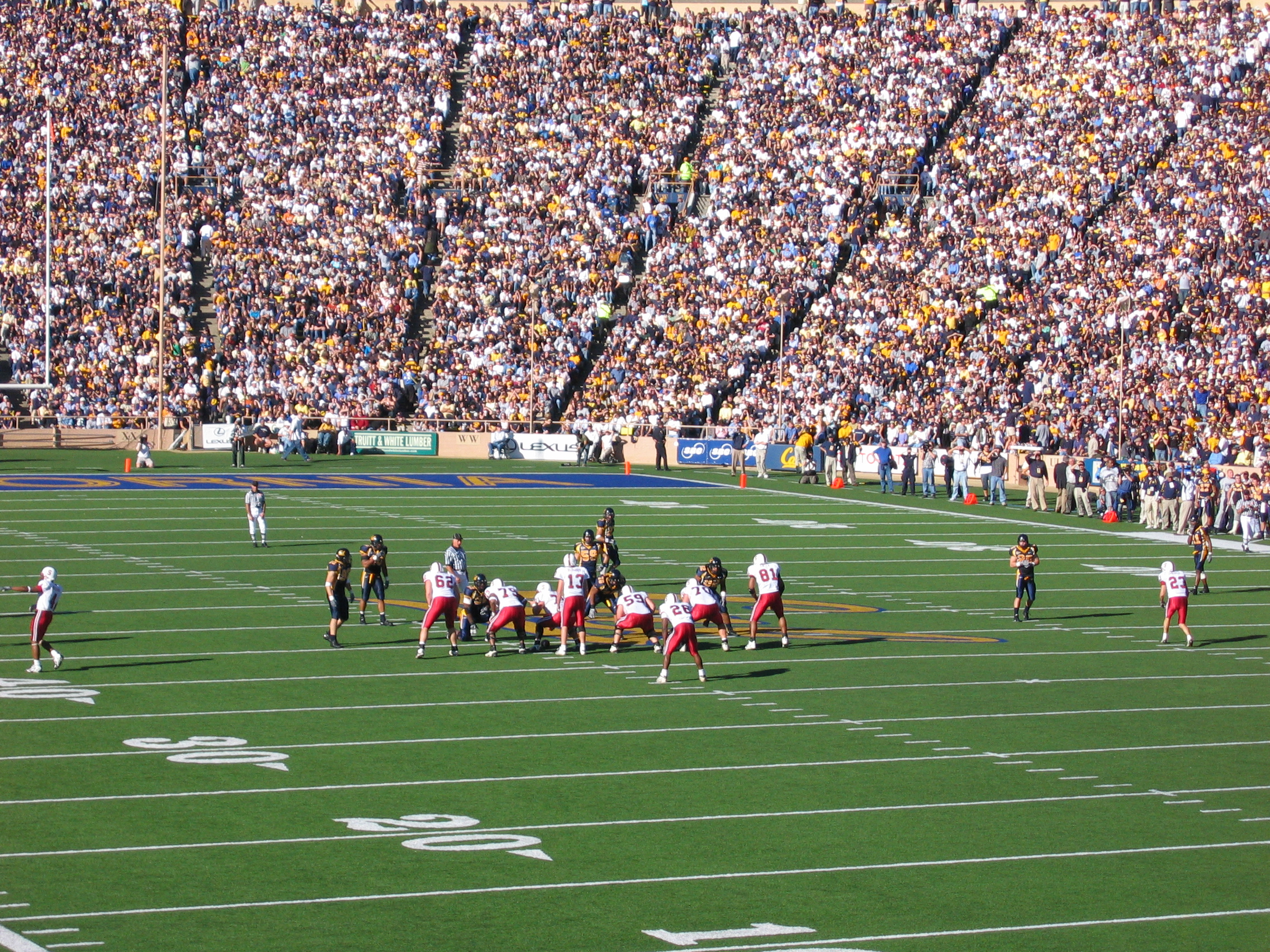
Partida em 2004 entre California e Stanford.

A Pac-12 é subdivida em duas divisões: (a Divisão Norte e a Divisão Sul). Os times da Pac-12 realizam 9 jogos de conferência anualmente, sendo 5 contra outros times da mesma divisão e 4 contra times da outra divisão. Os 4 times da Califórnia (California, Stanford, UCLA e USC) se enfrentam todos os anos, consequentemente os outros 4 times que não são da Califórnia enfrentam um time da Califórnia da divisão contrária anualmente de maneira alternada.
| Divisão Norte    | Divisão Sul   |
| ---------------- | ------------- |
| Oregon           | Arizona       |
| Oregon State     | Arizona State |
| Washington       | Colorado      |
| Washington State | Utah          |
| California       | UCLA          |
| Stanford         | USC           |

### Campeões da conferência no futebol americano
| - 1916 : Washington - 1917 : Washington State - 1918 : California - 1919 : Oregon/ Washington - 1920 : California - 1921 : California - 1922 : California - 1923 : California - 1924 : Stanford - 1925 : Washington - 1926 : Stanford - 1927 : Stanford/USC/ Idaho - 1928 : USC - 1929 : USC - 1930 : Washington State - 1931 : USC - 1932 : USC - 1933 : Stanford/Oregon - 1934 : Stanford - 1935 : Stanford/ California/UCLA - 1936 : Washington - 1937 : California - 1938 : USC/California - 1939 : USC - 1940 : Stanford - 1941 : Oregon State - 1942 : UCLA - 1943 : USC - 1944 : USC - 1945 : USC - 1946 : UCLA - 1947 : USC - 1948 : California/Oregon - 1949 : California - 1950 : California |  | - 1951 : Stanford - 1952 : USC - 1953 : UCLA - 1954 : UCLA - 1955 : UCLA - 1956 : Oregon State - 1957 : Oregon/Oregon State - 1958 : California - 1959 : USC/UCLA/ Washington - 1960 : Washington - 1961 : UCLA - 1962 : USC - 1963 : Washington - 1964 : Oregon State/ USC - 1965 : UCLA - 1966 : USC - 1967 : USC - 1968 : USC - 1969 : USC - 1970 : Stanford - 1971 : Stanford - 1972 : USC - 1973 : USC - 1974 : USC - 1975 : California/UCLA - 1976 : USC - 1977 : Washington - 1978 : USC - 1979 : USC - 1980 : Washington - 1981 : Washington - 1982 : UCLA - 1983 : UCLA - 1984 : USC - 1985 : UCLA |  | - 1986 : Arizona State - 1987 : USC/UCLA - 1988 : USC - 1989 : USC - 1990 : Washington - 1991 : Washington - 1992 : Stanford/Washington - 1993 : Arizona/USC/UCLA - 1994 : Oregon - 1995 : USC/Washington - 1996 : Arizona State - 1997 : UCLA/Washington State - 1998 : UCLA - 1999 : Stanford - 2000 : Oregon/Oregon State/ Washington - 2001 : Oregon - 2002 : USC/Washington State - 2003 : USC - 2004 : USC* - 2005 : USC* - 2006 : USC/California - 2007 : USC/Arizona State - 2008 : USC - 2009 : Oregon - 2010 : Oregon - 2011 : Oregon - 2012 : Stanford - 2013 : Stanford - 2014 : Oregon - 2015 : Stanford - 2016 : Washington - 2017 : USC - 2018 : Washington - 2019 : Oregon |

- *Títulos retirados pela NCAA por violações de suas regras cometidas pela universidade em diversos esportes nestes anos.

### Campeões da conferência no Basquetebol masculino
| - 1915-16 : Oregon State Beavers/California Golden Bears - 1916-17 : Washington State Cougars - 1918-19 : Oregon Ducks - 1919-20 : Stanford Indians - 1920-21 : Stanford Indians/California Golden Bears - 1921-22 : Idaho Vandals - 1922-23 : Idaho Vandals - 1923-24 : California Golden Bears - 1924-25 : California Golden Bears - 1925-26 : California Golden Bears - 1926-27 : California Golden Bears - 1927-28 : USC Trojans - 1928-29 : California Golden Bears - 1929-30 : USC Trojans - 1930-31 : Washington Huskies - 1931-32 : California Golden Bears - 1932-33 : Oregon State Beavers - 1933-34 : Washington Huskies - 1934-35 : USC Trojans - 1935-36 : Stanford Indians - 1936-37 : Stanford Indians - 1937-38 : Stanford Indians - 1938-39 : Oregon Ducks - 1939-40 : USC Trojans - 1940-41 : Washington State Cougars - 1941-42 : Stanford Indians - 1942-43 : Washington Huskies - 1943-44 : Washington Huskies/California Golden Bears - 1944-45 : Oregon Ducks/UCLA Bruins - 1945-46 : California Golden Bears - 1946-47 : Oregon State Beavers - 1947-48 : Washington Huskies - 1948-49 : Oregon State Beavers - 1949-50 : UCLA Bruins |  | - 1950-51 : Washington Huskies - 1951-52 : UCLA Bruins - 1952-53 : Washington Huskies - 1953-54 : USC Trojans - 1954-55 : Oregon State Beavers - 1955-56 : UCLA Bruins - 1956-57 : California Golden Bears - 1957-58 : Oregon State Beavers/California Golden Bears - 1958-59 : California Golden Bears - 1959-60 : California Golden Bears - 1960-61 : USC Trojans - 1961-62 : UCLA Bruins - 1962-63 : Stanford Indians/UCLA Bruins - 1963-64 : UCLA Bruins - 1964-65 : UCLA Bruins - 1965-66 : Oregon State Beavers - 1966-67 : UCLA Bruins - 1967-68 : UCLA Bruins - 1968-69 : UCLA Bruins - 1969-70 : UCLA Bruins - 1970-71 : UCLA Bruins - 1971-72 : UCLA Bruins - 1972-73 : UCLA Bruins - 1973-74 : UCLA Bruins - 1974-75 : UCLA Bruins - 1975-76 : UCLA Bruins - 1976-77 : UCLA Bruins - 1977-78 : UCLA Bruins - 1978-79 : UCLA Bruins - 1979-80 : Oregon State Beavers - 1980-81 : Oregon State Beavers - 1981-82 : Oregon State Beavers - 1982-83 : UCLA Bruins - 1983-84 : Oregon State Beavers/Washington Huskies - 1984-85 : USC Trojans/Washington Huskies |  | - 1985-86 : Arizona Wildcats - 1986-87 : UCLA Bruins - 1987-88 : Arizona Wildcats - 1988-89 : Arizona Wildcats - 1989-90 : Arizona Wildcats/Oregon State Beavers - 1990-91 : Arizona Wildcats - 1991-92 : UCLA Bruins - 1992-93 : Arizona Wildcats - 1993-94 : Arizona Wildcats - 1994-95 : UCLA Bruins - 1995-96 : UCLA Bruins - 1996-97 : UCLA Bruins - 1997-98 : Arizona Wildcats - 1998-99 : Stanford Indians - 1999-00 : Arizona Wildcats/Stanford Indians - 2000-01 : Stanford Indians - 2001-02 : Oregon Ducks - 2002-03 : Arizona Wildcats - 2003-04 : Stanford Indians - 2004-05 : Arizona Wildcats - 2005-06 : UCLA Bruins - 2006-07 : UCLA Bruins - 2007-08 : UCLA Bruins - 2008-09 : Washington Huskies - 2009-10 : California Golden Bears - 2010-11 : Arizona Wildcats - 2011-12 : Washington Huskies - 2012-13 : UCLA Bruins - 2013-14 : Arizona Wildcats - 2014-15 : Arizona Wildcats - 2015-16 : Oregon Ducks - 2016-17 : Arizona Wildcats/Oregon Ducks - 2017-18 : Arizona Wildcats - 2018-19 : Washington Huskies |

### Campeões da conferência no Basquetebol feminino
| - 1985-86 : USC - 1986-87 : USC - 1987-88 : Washington - 1988-89 : Stanford - 1989-90 : Stanford/Washington - 1990-91 : Stanford - 1991-92 : Stanford - 1992-93 : Stanford - 1993-94 : USC - 1994-95 : Stanford - 1995-96 : Stanford - 1996-97 : Stanford |  | - 1997-98 : Stanford - 1998-99 : UCLA/Oregon - 1999-00 : Oregon - 2000-01 : Arizona State/Stanford/Washington - 2001-02 : Stanford - 2002-03 : Stanford - 2003-04 : Arizona/Stanford - 2004-05 : Stanford - 2005-06 : Stanford - 2006-07 : Stanford - 2007-08 : Stanford - 2008-09 : Stanford |  | - 2009-10 : Stanford - 2010-11 : Stanford - 2011-12 : Stanford - 2012-13 : California/Stanford - 2013-14 : Stanford - 2014-15 : Oregon State - 2015-16 : Oregon State/Arizona State - 2016-17 : Oregon State - 2017-18 : Oregon - 2018-19 : Oregon |